# Kraftdrake

Olika typer av kraftdrakar: LEI till höger, foil bak/topp

Kraftdrake (från engelskan Power Kite, på svenska även Kite eller Kajt) är en stor drake som främst är avsedd att skapa dragkraft.
Det finns tre huvudtyper av kraftdrakar: 
- Foilkite
- Tubekite (även kallad LEI; förkortning av Leading Edge Inflatable)
- SLE (Supported Leading Edge).

För att styra drakarna finns olika kontrollsystem, vanligtvis baserade på handtag eller en bom samt 2-5 linor. 
Kraftdrakar används vanligtvis för att dra någon typ av fordon eller bräda, t ex:
- kitesurf på en speciell typ av surfingbräda, så kallad kitebräda
- kitebuggy med en speciell 3-hjulig buggy
- landboard med en bräda med terrängdäck
- snökite med skidor eller snowboard
- kitesailing med en specialbyggd båt, ofta en liten trimaran.

Andra användningsområden för kraftdrakar är:
- Rekreationsflygning, då ofta med mindre kraftdrakar
- Kite jumping, att använda en kraftdrake för att hoppa ett par meter upp i luften och utföra trick